# Can't Say No
"Can't Say No" là đĩa đơn đầu tay của nam ca sĩ người Anh Conor Maynard. Ca khúc được phát hành lần đầu tiên vào ngày 2 tháng 3 ở Bỉ, và sau đó vào ngày 29 tháng 4 năm 2012 ở Anh Quốc. Đây cũng là đĩa đơn đầu tiên từ album phòng thu đầu tay của anh, Contrast. "Can't Say No" được sáng tác và sản xuất bởi The Invisible Men  và một số bổ sung sản xuất của The Arcade. Ngoài ra, ca khúc còng được sáng tác bởi Sophie Stern, Jon Mills, Joe Dyer, Kurtis McKenzie và Maynard.

## Video âm nhạc
Video âm nhạc cho "Can't Say No" được đăng tải trên YouTube vào ngày 1 tháng 3 năm 2012 với tổng độ dài là ba phút và mười lăm giây. Trong video, Maynard gặp bạn bè của mình và họ cùng nhau đến tham gia một bữa tiệc. Video được đạo diễn bởi Rohan Blair-Mangat.

## Danh sách ca khúc
| Tải nhạc số | Tải nhạc số    | Tải nhạc số |
| STT         | Nhan đề        | Thời lượng  |
| ----------- | -------------- | ----------- |
| 1.          | "Can't Say No" | 3:14        |

| EP kỹ thuật số và đĩa đơn CD kèm chữ ký (Giới hạn 500 bản) | EP kỹ thuật số và đĩa đơn CD kèm chữ ký (Giới hạn 500 bản) | EP kỹ thuật số và đĩa đơn CD kèm chữ ký (Giới hạn 500 bản) |
| STT                                                        | Nhan đề                                                    | Thời lượng                                                 |
| ---------------------------------------------------------- | ---------------------------------------------------------- | ---------------------------------------------------------- |
| 1.                                                         | "Can't Say No"                                             | 3:14                                                       |
| 2.                                                         | "Can't Say No" (Lazy J Radio Edit)                         | 2:59                                                       |
| 3.                                                         | "Can't Say No" (Document One Remix)                        | 3:59                                                       |
| 4.                                                         | "Can't Say No" (Drums of London Remix)                     | 3:54                                                       |
| 5.                                                         | "Can't Say No" (Acoustic)                                  | 3:03                                                       |
| 6.                                                         | "Crew Love"                                                | 2:40                                                       |

## Xếp hạng
| Bảng xếp hạng (2012)                | Vị trí cao nhất |
| ----------------------------------- | --------------- |
| Úc (ARIA)                           | 38              |
| Bỉ (Ultratop 50 Flanders)           | 35              |
| Bỉ (Ultratip Wallonia)              | 17              |
| Canada (Canadian Hot 100)           | 75              |
| Đức (GfK)                           | 63              |
| Ireland (IRMA)                      | 13              |
| New Zealand (Recorded Music NZ)     | 21              |
| Scotland (OCC)                      | 3               |
| Anh Quốc (OCC)                      | 2               |
| UK Official Streaming Chart Top 100 | 16              |

## Lịch sử phát hành
| Quốc gia | Ngày                | Định dạng                           |
| -------- | ------------------- | ----------------------------------- |
| Bỉ       | 2 tháng 3 năm 2012  | Tải nhạc số                         |
| Anh      | 15 tháng 4 năm 2012 | Tải nhạc số & đĩa đơn CD kèm chữ kí |
| Mỹ       | 24 tháng 4 năm 2012 | Tải nhạc số                         |